# 프랑스의 68운동
프랑스 5월 혁명 또는 프랑스의 68운동은 프랑스 샤를 드 골 정부의 실정과 사회의 모순으로 인한 저항운동과 총파업 투쟁하며 기존의 가치와 질서에 저항한 사건이다.
처음에는 파리의 몇몇 대학교와 고등학교, 대학 행정부와 경찰에 대한 학생 봉기로 시작했다. 드 골 정부는 경찰력을 동원해 저항을 진압하려고 했으나 이는 운동의 열기만 점화시키는 것에 지나지 않았으며, 라틴 지구의 경찰과의 가두 전투를 일으켰고, 결국 프랑스 전역의 학생과 파리 전 노동자의 2/3에 해당하는 노동자 총파업으로 이어졌다. 드 골 정부는 이러한 시위자들에 대항해서 군사력을 동원했고 의회를 해산했으며 1968년 6월 23일에는 다시 총선을 실시했다.
이즈음 정부는 붕괴되기 직전이었고 드 골은 독일군 주둔의 비행 기지로 잠시 피신하기까지 했으나, 혁명적인 상황은 지속되지 못했고 좌파연합인 노동총연맹(Confédération Générale du Travail)과 프랑스 공산당(Parti Communiste Français, PCF)의 실책으로 인해 노동자들은 복귀했다. 6월에 총선이 이루어지고 나서 드 골의 정당은 이전보다 더 힘을 얻게 되었다. 그러나 드 골은 이듬해 물러나고 말았다.
저항자들에게 1968년 5월 혁명은 실패였으나, 사회적으로 엄청나게 큰 영향을 미쳤다. 프랑스에서는 종교, 애국주의, 권위에 대한 복종 등의 보수적인 가치들을 대체하는 평등, 성해방, 인권, 공동체주의, 생태주의 등의 진보적인 가치들이 사회의 주된 가치로 자리매김하였으며, 이러한 경향이 현재의 프랑스를 주도하고 있다. 물론 이러한 변화가 단 한 달 동안에만 일어난 것은 아니고, 68년 5월 혁명은 이러한 가치의 이동의 대명사가 되었다.

## 신좌파
프랑스 공산당으로 대표되는 당시 구좌파들이 시위주도세력을 조롱하고 시위세력들은 프랑스 공산당에게 상당한 적대감을 표시했던 것은 유명하다. 68 혁명의 주도세력의 문제는 그것이 누구냐를 놓고 논란이 아주 없는 것은 아니나 대개 '신좌파' 즉, 신사회주의자들이 중심이었다고 할 수 있다. 문제는 이들이 '구좌파'와 어떻게 다르고 무엇이 같은가이다. 일단 신좌파운동을 펼치고 신좌파로 불린 이상 공통점이 앞선다고 할 수 있다. 비판적인 입장에서는 또 다른 시각을 보일 수도 있겠지만 중요한 것은 구좌파나 신좌파나 동일한 목적과 지향점을 가졌다는 사실이다. 마르크스주의적 사회주의는 마르크스가 《공산당선언》에서 각인시켜 놓았듯이 모든 인간의 해방 즉, 자유로운 인간들의 평등한 세상을 건설하는 것이었다.
그러나 현실사회주의와 구좌파는 만민평등에까지 나아가지 못하고 노동자 해방에서 멈추고 말았다. 스탈린식 공산주의는 비록 무상의료, 무상교육 등 복지제도를 최초로 도입하고 사회적 인권보장에 기여했으나, 관료주의와 자유의 억압으로 사회가 활력을 잃어버렸다. 신좌파가 "굶어죽을지라도 지루한 건 못참겠다"고 부르짖을 수밖에 없는 상황이었다. 이는 풍요로운 자본주의에 대한 염증과 권태에도 해당되지만- 이 해방과 자유 이념은 사회 전역에 걸쳐 퍼져나갈 수밖에 없는 시점에 도달했던 것이다. 신좌파는 이를 발전적으로 계승하기 위해 혁명운동에 앞장섰다.
신좌파는 구좌파와 사실상 마찬가지로 소수 기득권자에 의한 대중의 정치, 경제적 억압과 착취를 단호히 반대했다. 그러나 신좌파는 구좌파와 달리, 억압과 착취의 개념을 더 넓게 해석해서, 문화적 착취, 관료적 억압, 성적 억압, 인종적 착취까지 모두 비판한 것이다. 요컨대 신좌파는 구좌파가 중시했던 경제적, 정치적 문제뿐 아니라, 여성억압, 아동학대, 대중문화 등 일상의 문제에도 관심을 기울였다. 또한 신좌파는 구좌파와 달리 단일대오의 일사불란한 조직적 행동보다는 다양한 대중의 직접행동 정치를 강조했다. 탄압이 심해지면서 소수 전위에 의한 무장투쟁으로 비화되기도 했지만 위가 아닌 아래로부터의 혁명을 추구했던 신좌파는 연좌농성, 토론집회, 공공장소 점거 등의 다양한 방식으로 저항하고 대의를 관철시켜 나갔다. 이런 차이는 인적 구성자체에 기인했다고도 볼 수 있다. 신좌파의 중추세력은 학생청년, 소수자, 다인종, 여성, 그리고 룸펜프롤레타리아트였기 때문이다. 그러나 오랜 사회주의 좌파운동의 대의와 목적이 해방과 평등이라는 이념으로 수미일관성을 갖추고 있다는 점에서 신좌파는 구좌파의 지향과 본질적으로 다르지 않고 이를 변증법적으로 계승했다고 할 수 있다. 동시에 인간의 해방과 평등은 결함과 차별로 가득한 현대사회에서도 여전히 유효한 가치로 계속 진화하고 있다고 볼 수 있다.

## 혁명의 요구
생활속 민주주의 또는 일체의 권위를 거부하는 평등주의를 제창했다; 서구는 대체로 정치적, 경제적 민주주의를 구현한 나라들로 이를 바탕으로 한 민주주의적 생활화의 요구는 일면 당연한 수순인듯 하다. 68 혁명 운동은 신좌파의 주도로 전통적 사회주의를 고무한 것은 사실이나 자본주의나 사회주의를 막론하고 억압적 권위주의에 대해서는 과감한 철퇴를 내렸다는 사실이다. 68 혁명의 정신적 지주였던 막스 호르크하이머는 후기 자본주의체제를 파시즘으로 규정했는데, 이런 현상은 가정으로까지 침투해 있었다.가부장 권위주의는 타매의 대상이 되지 않을 수 없었고 여성주의자들은 "개인적인 것이 정치적인 것이다"며 차별에 강력 저항했다. 특히, 관료적 권위주의는 동, 서구의 양체제에 공통적으로 나타나는 문제이어서 매서운 공격을 받지 않을 수 없었다. 집단과 조직사회 속의 관료주의도 비판을 피할 수 없었다. 교사, 교수의 권위주의, 목사의 권위주의, 기업체 사장의 권위주의 등 모든 권위는 전방위적으로 비판되고 투쟁으로 추방할 것을 강조했다.
사람사는 세상, 인간다운 삶을 요구했다. 68 혁명은 무엇보다 자본주의 생산체제를 넘어 그 소비체제의 물신주의, 물질숭배, 인간소외에 저항의 초점이 맞춰졌다. 과거의 강압이나 착취에 의한 인간 통제와는 달리 후기 자본주의는 여론조작과 조종을 통해 부드럽게 인간을 지배할 수 있었는데, 이것이 만천하에 폭로됨으로써 항거의 물결은 세차게 일었다. 68 혁명은 부의 증대, 경제 성장에 따른 과소비, 비인간화와 일상적 소외를 다양한 구호를 내걸고 정면으로 공략했다. "행동하라", "더 많이 소비하라, 더 빨리 죽으리니", "일하지 말라", "열정을 해방하라", "다른 세계는 가능하다", "불가능한 것을 요구하라", "금지를 금지하라", "파괴는 창조의 열정이다", "사랑할수록 더 많이 혁명한다", "굶주릴 지라도 권태로운 것은 못 참는다", "선거는 아무것도 바꾸지 못한다-투쟁은 계속된다" - 이처럼 경제가 발전할수록 인간성이 황폐화되는 것을 목도하고 인간다운 세상의 건설을 위해 물질주의와 물질에 사람이 종속되는 삶을 거부하고 대지를 요동치는 몸부림을 쳤던 것이다.
68 혁명에 이념적 근거를 제공한 헤르베르트 마르쿠제는 "억압이 없는 현실원칙"이 관철되는 이상사회의 실현을 확신하며 "두려움없는 최고의 평등한 자유를 얻기위한 투쟁의 의미로 "위대한 거부"를 역설했다. 이는 혁명과 전복의 다른 이름이었다. 또한 크리스 하먼은 "68 혁명은 세상을 완전히 뒤집지는 못했지만 세상을 강력하게 뒤흔들었다. 그 충격파는 많은 사람들을 해방으로 이끌었으며, 세상이 완전히 바뀔 수 있고 무엇이든 가능하다는 확신을 심어주었다"고 언명(言明)했다.

## 혁명의 전개와 영향
파리 낭테르 대학이 학생들과의 대립으로 학교를 일시 폐쇄하자 이에 항의하여 소르본 대학의 학생들이 5월 3일 광장으로 나온 것을 기점으로 시작된, 파리에서의 학생, 노동자의 시위와 파업은 6월 들어 베를린과 로마로 퍼져나갔다. 학생들의 학교점거가 세계로 급속히 확산되었다. 영국도 미국도 사실상 마찬가지였다. 학생들의 거센 시위는 서구를 넘어 칠레, 우루과이, 아르헨티나, 멕시코 등에서도 발생했으며, 진압도중 수많은 생명을 잃는 참사를 빚었다. 아시아에서는 일본에서 혁명의 물결이 넘쳤다. 도쿄 오사카 등 주요대학에서 점거 투쟁이 벌어졌고 미군기지도 습격을 당했다. 미국에서는 베트남전쟁 반대에 더해 인종차별에 저항하는 사회운동으로 확대되었다. 이같은 일련의 저항은 자본주의 진영에서만 있었던 것이 아니고 공산주의 진영이던 동구의 여러나라에서도 요동쳤다. 68 혁명은 세계적 차원의 혁명이었던 것이다. 그래서 미국의 저명한 학자인 이매뉴얼 월러스틴은 "이제껏 세계적 혁명은 단 둘뿐이었다. 하나는 1848년에, 또 하나는 1968년에 일어났다. 둘 다 실패로 끝났지만 둘 다 세계를 뒤흔들어 놓았다"고 단언했다.
그러나 68 혁명의 시작이 엄밀히 말하면 파리가 아니었다. 이 저항과 혁명의 거대한 흐름에서 가장 중요한 자리를 차지하는 것은 베트남 전쟁이었다. 베트남 인민들의 제국주의에 대한 가열찬 저항과 투쟁은 전 세계 반전 평화주의자들에게 심금을 울려 뒤흔들어 놓기에 충분했다. 68년 1월 구정(설날)대공세로 명명된 대대적인 베트남 인민의 공격은 전 세계 학생과 시민들의 반전 운동과 해방운동에 기름을 붓는 격이었고 이는 68 혁명이 사회 문화혁명으로 국지적인 아닌 세계로 퍼져나가는 데 결정적으로 기여했다. 하지만 시위가 3달 가까이 지속되자 시민들과 언론은 점점 무질서에 염증을 느끼기 시작했고, 그 반발심리로 곧 이어진 총선에서는 우파가 대거 득세하게 되는 사태가 벌어졌다. 이것으로 상대주의의 극단화는 정치적 보수주의를 부르게 된다는 역사적 진리를 다시 체험한 것으로 볼 수 있으며 우리에게 경각심을 일깨워준다.
68 혁명의 주도자는 <신좌파>로 불리듯, 전통좌파와는 차별성을 보인다. 그렇다고 전통좌파의 가치를 배제한 것은 아니고 다양한 가치를 녹여낸 진일보한 좌파의 진화라고 할 수 있다. 신좌파는 전통좌파의 빈부격차의 타파라는 평등주의를 계승하면서 생태주의, 여성주의, 소수자운동 등으로까지 발전했던 것이다.
노동해방뿐만 아니라 모든 인간 특히 주변부의 사회적 약자에 대한 연대와 해방을 추구했다. 물론 구좌파의 제도적 경직성과 권위주의는 지양하면서 자본주의의 물신성, 야만에 대해서도 과감하게 철퇴를 가했다.
신좌파는 하나의 이념으로 결속된 단일세력이 아니었기에 노선에 따라 분화되었다. 네오마르크스주의자, 무정부주의자, 트로츠키주의자, 마오쩌둥주의자 등으로 나뉘었다. 직접행동 민주주의, 혁명적 투쟁을 중시한 신좌파는 제도정치권에 참여하기보다 주로 반체제 비판 세력으로 남았다. 그러나 68 혁명의 영향을 크게 받은 환경운동단체들이 본격적으로 정치무대에 오르기 시작하면서 주목을 끌었다. <녹색당>은 프랑스와 독일에서 모두 좌파연립정부 구성에 참여했다. 이처럼 진보의 다원적 구축은 유럽사회에 큰 활력소가 되었다.
68 혁명이 유럽의 정치권을 완전히 뒤바꾸지는 못했지만 기존의 정치문화에 커다란 자극제가 되었다. 또 자본주의 소비사회의 일상에서 소외되어 살아가던 평범한 시민들에게 신선한 충격을 주고 삶의 의미를 되새길 수 있는 기회를 제공했다. 지금 벌어지고 있는 전지구적 조용한 참살이(웰빙) 바람도 68 혁명의 영향이 아닐 수 없다. 자본주의 사회의 모순과 현실공산주의의 한계를 모두 극복하고 더 나은 삶과 가치를 추구했다는 것은 인류의 이상이자 영원한 자원이 아닐 수 없다. 무엇보다 지금 전세계를 휩쓸고 있는 세계화에 대안적 사상을 제공했다는 점에서 68 혁명은 살아있고 현재진행형이다.

## 비판적 시선
프랑스의 지식인들은 과거 그들의 식민지였던 인도차이나의 주도권을 미국이라는 초강대국의 세력에 빼앗기는 상황에 불편함을 감출 수 없었다. 프랑스의 지식인들은 제 2차 세계대전에서 독일에 짓밟힌 굴욕감과, 해방이 자주적으로 얻어낸 것이 아닌 미국의 승전으로 얻어진 데 대한 좌절감으로부터 벗어나 국가적 자존심을 회복할 만한 돌파구가 필요하였다. 프랑스의 지식인들은 미국과 베트남의 전쟁에 대한 반전 운동을 전개하기로 한다. 그러나 그것은 단지 도덕적 우월성을 확보하기 위한 것일 뿐 정작 프랑스의 인도차이나 식민 지배 시절에 그것의 해체를 위해 노력한 적은 없었다. 베트남은 10년간의 대프랑스 독립 전쟁의 결실로 독립할 수 있었다.

## 슬로건과 그래피티
- Il est interdit d'interdire (“금지하는 것을 금지한다”)
- Jouissez sans entraves (“방해 없이 즐기자”)
- Élections, piège à con (“선거는 바보들의 함정이다”)
- Je suis Marxiste—tendance Groucho. (“나는 Groucho 경향의 마르크스주의자이다”)
- Cela nous concerne tous. (“이건 우리 모두의 문제이다”)
- Soyez réalistes, demandez l'impossible. (“사실적이어라. 불가능을 요구해라”)
- When the National Assembly becomes a bourgeois theater, all the bourgeois theaters should be turned into national assemblies. (점령당한 Odéon 극장 위에 쓰여진 말이다)
- Sous les pavés, la plage! ("자갈 아래는 바다이다")

## 같이 보기
- 서독학생운동
- 프랑스 혁명
- 러시아 혁명
- 5.18 광주 민주화 운동
- 6월 항쟁
- 386 세대
- 공산당선언
- 리베라시옹

## 참고 자료
- 오제명 외 [68세계를 바꾼 문화혁명](길)
- 크리스하먼 [세계를 뒤흔든 1968](책갈피)
- “Marking the French Revolution of '68"(68년도 프랑스 혁명의 자취) - 깃발을 들고 행진하는 학생들, 경찰을 향해 돌을 던지는 사람들 등의 당시 사진을 볼 수 있고 1968년 혁명 당시 사용되었던 노래를 들을 수 있다.
- ‘Guide to Paris Student Revolt Collection'(파리 학생 혁명 모음집 가이드) - 1968년 파리 학생들과 노동자들이 미국의 베트남 참전에 반대하고 더 좋은 교육 시스템과 노동 환경을 위해 프랑스에서 일어난 항의와 파업을 다루고 있다.